# Carlentini Nord
Carlentini Nord, meglio conosciuta con il nome di Santuzzi, è una località italiana di 6.584 abitanti facente parte del Comune di Carlentini, compresa tra il comune di Lentini e quello di Carlentini.

## Storia
Nasce come zona di espansione del comune di Carlentini con una variante del piano regolatore. La parte principale è conosciuta con il nome Santuzzi, dato da una bacheca votiva affissa al muro, dove sono rappresentati i tre santi martiri Alfio, Cirino e Filadelfo, patroni della città di Lentini. Lo sviluppo edilizio degli anni '80 lo ha trasformato in un quartiere residenziale. Oggi è presente un istituto scolastico (Istituto Comprensivo Pirandello).

## Geografia fisica
Santuzzi è situato nella parte nord-est della provincia di Siracusa e immediatamente attaccato all'urbanistica della città di Lentini, diviso da essa da via Etnea. Con l'espansione di Santuzzi, e delle varie contrade vicine, si è formata una vasta area che il comune ha deciso di denominare Carlentini Nord. Questa area raggruppa oltre a Santuzzi anche le contrade Falconella e Balate di Zacco.

## Feste
Santa Tecla Vergine ricorre il 10 gennaio, ma viene festeggiata la terza domenica di ottobre a causa della stagione invernale che ne impedisce i festeggiamenti.

## Monumenti e luoghi d'interesse

### Architetture religiose
Dapprima la chiesa della zona, intitolata a santa Tecla, era un piccolo prefabbricato, successivamente è stata edificata con un design nuovo e moderno.